# Preston (hrabstwo Trempealeau)
Preston – miasto w Stanach Zjednoczonych, w stanie Wisconsin, w hrabstwie Trempealeau.